# Крилатка момбаська
Крилатка момбаська (Pterois mombasae) — вид скорпеноподібних риб роду Крилатка (Pterois) родини скорпенових (Scorpaenidae).

## Назва
Pterois перекладається з грецької мови як «крилатий», видова назва mombasae походить від африканського міста Момбаса.

## Поширення
Вид зустрічається у Індійському океані та на заході Тихого океану.

## Опис
Риба середнього розміру 20-31 см завдовжки, яскравого забарвлення. Тіло червоного забарвлення з білими та коричневими поперечними смугами по всьому тілі та на плавцях. На спинному та грудних плавцях розміщені довгі, отруйні, яскраво забарвлені колючки.

## Спосіб життя
Це морський, тропічний вид, що мешкає на коралових рифах на глибині до 70 м. Активний хижак, що живиться дрібною рибою та ракоподібними.